# Morteza Gholi Bayat

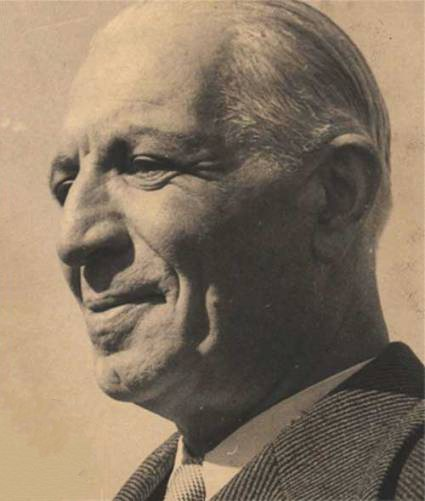
Morteza Gholi Bayat

Morteza Gholi Bayat (persisch مرتضی‌قلی بیات, auch Mortazā Qolī Bayāt Sahām al-Soltān, *1882 in Arak; † 1955) war Premierminister des Iran.

## Leben
Morteza Gholi Bayat wurde 1882 in Arak als Sohn reicher Großgrundbesitzer geboren. Der Vater von Morteza, Haj Abbas Qoli-Khan Saham al-Molk Araki, kämpfte als Anführer des Bayat-Stammes und Gründer der Demokratischen Partei in Arak für die Konstitutionelle Revolution des Iran.
Morteza Gholi Bayat war über zehn Jahre lang Abgeordneter des iranischen Parlaments. Bayat zählte im Juni 1921 zu den Mitunterzeichnern des „Dokuments der Wahrheit“, das in einer Teheraner Tageszeitung erschienen war, und in dem die Annullierung des Anglo-iranischen Vertrages von 1919 sowie die Verurteilung von Seyyed Zia al Din Tabatabai gefordert wurde. Tabatabai hatte am 21. Februar 1921 Premierminister Fathollah Akbar Sepahdar mit einem Putsch gestürzt und hatte dann das Amt des Premierministers für 100 Tage übernommen.
Während der Regierungszeit Premierminister Reza Khans, des späteren Reza Schah Pahlavi, war Bayat Vizepräsident des iranischen Parlaments.
Im ersten Kabinett von Premierminister Mohammad Ali Foroughi unter Reza Schah wurde Bayat 1925 Finanzminister. Dieses Amt übernahm er ein zweites Mal 1935 im Kabinett von Premierminister Ali Soheili. 
Während der britisch-sowjetischen Besatzung des Iran im Rahmen der anglo-sowjetischen Invasion wurde Morteza Gholi Bayat am 25. November 1944 Premierminister. In diese Zeit fiel ein Besuch von General Charles de Gaulle in Teheran. De Gaulle war am 27. November 1944 nach Moskau gereist, um sich mit Stalin abzustimmen. Auf der Rückreise machte de Gaulle am 13. Dezember 1944 in Teheran Halt. Er bedankte sich bei Schah Mohammad Reza Pahlavi für die bereits am 10. Juli 1944 erfolgte offizielle Anerkennung der von ihm geführten Provisorischen Regierung durch den Iran. Die Anerkennung erfolgte noch vor der Befreiung von Paris, die erst am 5. August 1944 stattfand. Unmittelbar nach der Anerkennung durch den Iran hatte de Gaulle einen Botschafter nach Teheran entsandt, um die zuvor unterbrochenen Beziehungen zwischen den beiden Ländern wieder aufzunehmen. Eine weitere wichtige Entscheidung fiel während der Regierungszeit von Premierminister Bayat mit der Kriegserklärung des Iran gegen Japan.
Die Amtszeit von Premierminister Morteza Gholi Bayat dauerte allerdings nur wenige Monate. Bereits am 2. Mai 1945 trat Bayat zurück. Sein Nachfolger im Amt des Premierministers wurde Ali Soheili.
1953 wurde Bayat Leiter der National Iranian Oil Company (NIOC). Er bekleidete diesen Posten bis ins Jahr 1955. 
Morteza Gholi Bayat wurde nach seinem Tod in Najaf bestattet.